# 巴萊依珊
巴萊依珊（撒奇萊雅語：Balaisan），又稱巴里珊（Falisan），是台灣阿美族傳說中的女人社，位於外海，把男人視為家畜那樣對待。

## 簡述
巴萊依珊位於外海的一座小島上（日本學者稱之為女護島），島上全是女性，她們使用竹槍、穿著樹葉做的短裙，還各個都是美女，她們只要讓從南方來的風吹進陰道就可以懷孕，且把男人視為豬那樣飼養、宰殺來吃，若生下來的是男嬰，屋頂上就會冒出黑煙，其他人就會前往那家把男嬰吃掉。
其他版本傳認為女人社裡的女人沒有陰部，生育方式是將腋下打開迎風，孩子就會從腋下出生、或是沒有嘴巴，靠著吸取熱湯的氣過活。
另外，巴萊依珊當地的景觀也有很多種版本，從普通的山丘、部落到美麗的宮殿都有。

## 傳說
阿美族女人島的傳說有很多種版本，大致上的劇情發展為：
1. 一個男性因故漂流到女人島。
2. 男性被女人島的女人關進豬舍裡養，準備養肥後再吃掉。
3. 男性找到方法逃脫，並藉由鯨魚的幫助離開女人島。
4. 回到家鄉後的男性為了感謝帶他回來的鯨魚（海神）而每年固定祭祀祂，成為海祭的源頭[1][2]。

各個版本的概述則如下：
| 男性                               | 漂流原因                                                                                               | 女人島簡述                                                                | 受到對待                                                                                         | 逃脫與回程方法                                                                                        | 後續 | 部落                           |
| ---------------------------------- | --- | ------------------------------------------------------------------------- | ------------------------------------------------------------------------------------------------ | --- | --- | ------------------------------ |
| （馬啾啾）                         | 在海邊撿柴時被鯨魚所吞，幾天後被排出體外並漂流到女人島。                                               | 名稱：巴萊依珊 生育方式：風孕                                             | 女人用睪丸斷定他是豬，並且將他綁在柵欄裡，餵他小米和地瓜，打算養肥後殺來吃。                     | 女人不小心在給他的食物裡放了小刀，他趁機割斷繩子跳入海中，被早已守在外海的塞尼魚（Sayning）帶回部落。 | 馬啾啾以「曾將一瓶酒置於樑上」來向母親證明自己的身分，並且每五年就以五頭豬、五隻白雞、五籠糯米和五籠小米祭祀塞尼魚，成為海祭。                                               | 里漏社                         |
| （馬齊烏齊烏）                     | 在河邊撿柴時因為木柴很重，而把木柴放在河面上飄、自己坐在上面，結果被水沖走，被大魚吞進肚中，帶到女人社 | 名稱：巴萊珊 景象：小山丘                                                 | 女人覺得男人很稀奇，把他關在籠子裡餵美食。                                                       | 女人不小心在給他的食物裡放了小刀，他趁機挖洞逃離。在海邊遇到沙伊寧（Sainin）神帶他回到部落。                | 雖然他只在那停留四、五天，但部落已經過了好幾年，妻子和兒子都死了，他以曾在村口埋石頭證明自己的身分，而沙伊寧要求他以五隻豬、五塊白色圓形米麻糬、五串檳榔作為回報，成為海祭。 | 里漏社                         |
| 馬啾啾                             | 和弟弟上山砍蘆葦，突然下大雨，河水暴漲，他們將蘆葦捆成小舟過河，但被大水衝向大海，弟弟饑渴而死。       | 名稱：巴萊珊                                                              | 女人將他關起來，餵他吃地瓜皮。                                                                   | 六年後，他意外撿到小刀，撬開牢門逃到海邊，騎著海裡冒出大魚（海神）回家。                              | 大魚要求獻給牠檳榔、荖葉、糯米飯、糯米團、酒，以及村裡最美麗賢慧的女孩，否則會用海水淹沒全村，部落妥協。而魚離開後激起的海水成為海浪的由來。                                 | 水璉村                         |
| 馬糾糾                             | 在田裡工作，突然下大雨，被暴漲的河水衝到海上。                                                         | 跟他生活的部落很像，女人拿著刀和長矛。 生育：風孕（腋下）                 | 被關起來要養肥吃掉。                                                                             | 送飯的少女同情他，偷偷給他一把小刀破壞籠子逃離，並藉由少女找來的鯨魚回家。                            | 部落已經過了幾十年，為了感謝少女與鯨魚，他每年都到海邊獻上酒、檳榔、糯米糕，成為海祭。                                                                                       | 德興部落                       |
| 馬傑傑（北阿美）、馬啾啾（歸化社） | 捕魚時被激流衝向大海。                                                                                 | 有著美麗的宮殿。 名稱：巴萊姍（北阿美）、巴萊依珊（歸化社）               | 成為女人們的丈夫候補，每天吃著美食、身邊有美麗的女人圍繞。                                       | 想念家人而騎著鯨魚離開。                                                                              | 已經離開許多年，妻子和孩子都死了，孫子隱隱約約記得他的名字。鯨魚要他五天後要帶五頭豬、五瓶酒、五把檳榔來海邊祭祀自己，成為海祭，牠還教族人製作獨木舟。                       | 不明確，只知是北阿美群、歸化社 |
|                                    | 出海捕魚，在小島上起火烤魚，但那座島其實是鯨魚，鯨魚燙到跳起，把他拋到女人島。                         | 名稱：巴里珊                                                              | 關在籠裡給他食物                                                                                 | 不小心在給他的食物裡放了小刀，他趁機破壞籠子逃離，並藉由海豬(海豚)的協助回家。                        | 他想送禮感謝海豬，對方要他在沒有月亮的晚上來到海邊，把禮物放在vasolan內。 | 馬太鞍部落                     |
| 沙達邦（Sadafan）                         | 以竹筏出海捕魚，並在小島起火烤魚，但小島其實是一頭鯨魚，把他帶到了女人島。                             | 女人拿著竹槍、以樹葉做裙子，沒有陰部和嘴巴，吸熱湯的氣維生。 名稱：巴里珊 | 雖然一開始招待大肆招待他，但第二天就把他帶到豬圈關著，吃草根和樹皮。                             | 幾天後意外發現小刀，割斷竹籬的繩子後跑到海邊，藉由原來那隻鯨魚帶他回故鄉。                            | 故鄉已經經過了很多年，妻子已成為老婦人，而族人將豬肉、糯米糕丟入水中祭祀。                                                                                                   | 奇美社                         |
| 沙達邦                             | 在海邊撿柴坐竹筏，被海浪沖到女人島。                                                                   | 名稱：巴萊依珊                                                            | 被關進牢裡養肥，但後來天天送飯給他的女人對他動情，還懷了他的孩子。                               | 後來其他人打算殺了他吃掉時，女人將他放走，而他藉由一隻名叫馬啾啾的鯨魚（海神）回到家鄉。              | 死前要族人把自己的膽丟進海裡給馬啾啾看，而海水也因此變得又鹹又藍。 | 荳蘭社                         |
| 不知名                             | 到河邊捕魚時掉進河裡，被水沖到女人島。                                                                 |                                                                           | 女人不知道男性是甚麼，以為他是豬而把他關起來養著，餵他吃廚餘和芋頭皮，長期下來男人變的相當消瘦。 | 騎著鯨魚回到部落                                                                                      | 為了感謝鯨魚而向他獻祭，而鯨魚以尾巴拍起巨浪捲走供品，也弄斷了綠島和台灣本島之間的橋樑。                                                                                     | 太巴塱部落                     |

## 現代研究

### 語意
關於巴萊依珊名字的由來，曾有日本學者認為是來自中國傳說中的「蓬萊山」，但現代的學者普遍認為，「巴巴依珊」（Falaysan）的名字來自於阿美語的「女性」（Fafahiyan）或是「女性」（Fafahi）和「地方」（-an）的結合，也就是「女人之地」的意思，而「巴里珊」（Falisan）的名字也是來自於方言的差別。

### 歸化社的版本
對於歸化社的版本和其他部落差異相當大的情況，學者認為是受到日本的浦島太郎故事影響，特別是在「王宮」和「時間差」的部分上相當類似，該社在日治之初便主動接受日本的統治，並且接受日本教育，很有可能是因此而改變了女人島的傳說。

### 海洋文化
相較於他族的女人社傳說大多位於深山，阿美族的女人島傳說位於海外，這很有可能是因為他們鄰近海邊、經濟活動以海洋為主、且擅長航海的關係，也有學者認為這是阿美族在吸收其他族群的女人社傳說後加入了航海的要素；或是阿美族人本身航海經驗的投射，有些山地族群的女人社傳說仍然位於海上就是證據。